# Оркестр без дирижёра

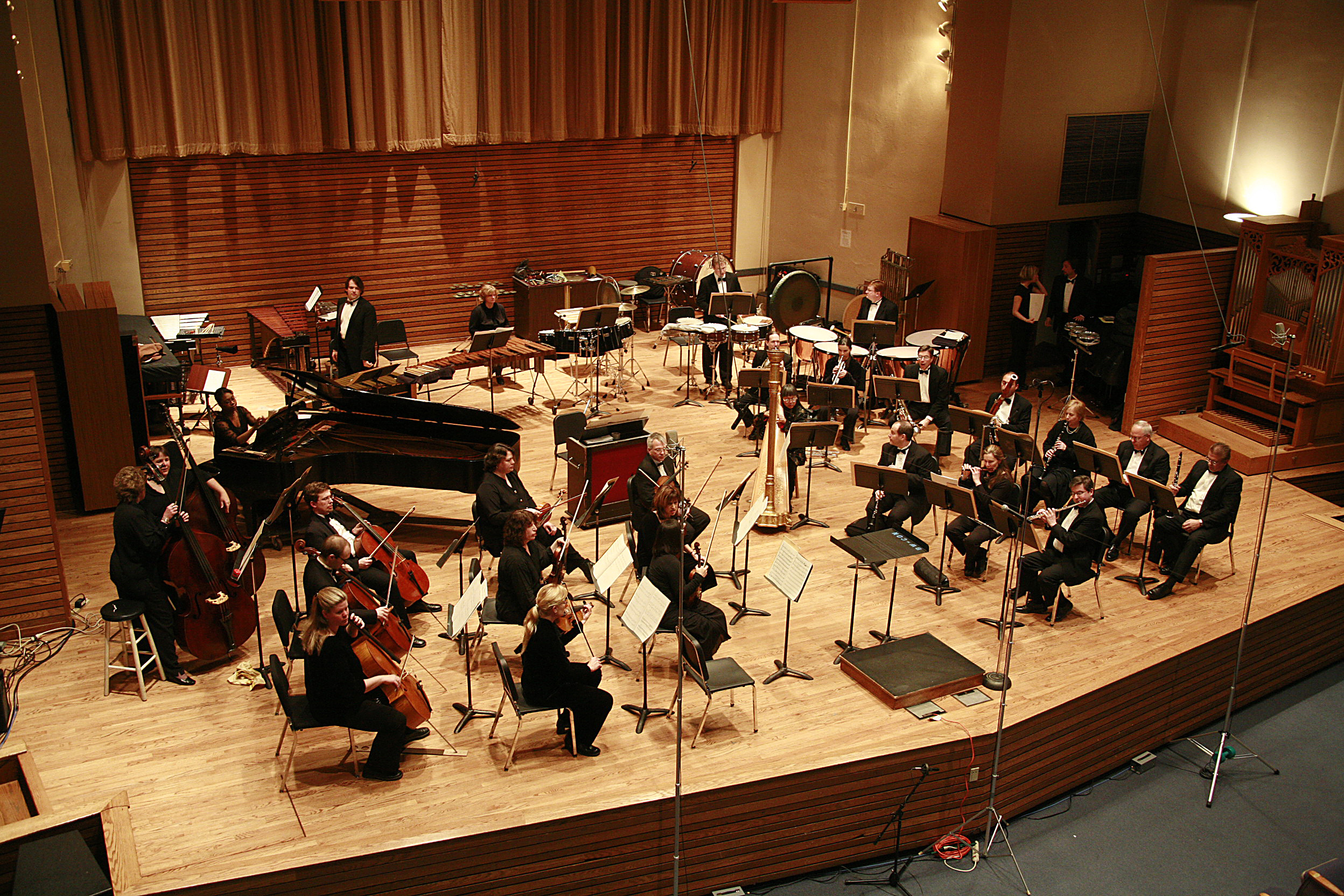
Кливлендский камерный симфонический оркестр выступает без дирижёра

Оркестр без дирижёра — оркестр, который выступает без дирижёра (недирижируемый оркестр). Как правило, такие инструментальные ансамбли имеют меньшее количество участников, нередко состоят только из струнных инструментов и выполняют репертуар камерного оркестра.

## История
Как самостоятельный вид музыкального исполнительства дирижирование сложилось в первой половине XIX века, однако ещё в древние времена встречаются изображения человека с жезлом в руке, руководящего группой музыкантов. Первые оркестры не имели дирижёров, но для слаженности исполнения они использовали концертмейстера или генерал-бас, работавших внутри музыкального коллектива. По мере отмирания системы генерал-баса (во второй половине XVIII века) возрастало значение скрипача-концертмейстера; такой способ дирижирования сохранялся при исполнении несложных сочинений. Развитие и усложнение симфонической музыки и постепенное расширение состава оркестра уже требовали освобождения дирижёра от участия в ансамбле; дирижирующий концертмейстер вновь уступал своё место человеку, стоящему перед оркестром. Однако в начале XX века вновь появились коллективы, которые пытались работать без дирижёра.

### XX век
Первым оркестром, снова отказавшимся от дирижёра, стал в 1922 году московский Персимфанс, главной причиной создания которого стала идеология нового государства, возникшего после Октябрьской революции, возвеличивающая коллективный труд. Оркестр строился на принципах эгалитаризма, музыканты располагались по кругу и ориентировались друг на друга. По примеру Персимфанса оркестры без дирижёров появились также в Ленинграде, Киеве (Киевсимфанс) и Воронеже.
Основанный в 1951 году Пражский камерный оркестр тоже работал без дирижёра, но в результате преобразований перешёл к классическому варианту управления.
Созданный в 1953 году на Радио Загреба камерный оркестр «Загребские солисты», руководимый известным виолончелистом Антонио Янигро, тоже некоторое время работал без дирижёра.
Американский Orpheus Chamber Orchestra, основанный в 1972 году виолончелистом Julian Fifer, с самого момента создания был бездирижёрным.
Чешский Камерный оркестр имени Сука, основанный в 1974 году скрипачом Йозефом Суком и названный в честь его деда, композитора Йозефа Сука, выступает без дирижёра.
В 1975 году виолончелист John Painter основал Australian Chamber Orchestra, который не  имел дирижёра и управлялся концертмейстером Richard Tognetti.
В 1986 году Александром Запольским из 18 музыкантов был создан оркестр «Виола» в Донецкой филармонии. Оркестр управляется концертмейстером. С 2016 года его руководителем является скрипачка Валерия Путря.
Работающий без дирижёра амстердамский оркестр Sinfonietta был основан в 1988 году; его нынешним руководителем является Candida Thompson.
New Century Chamber Orchestra в Сан-Франциско, основанный в 1992 году, тоже обходится без дирижёра. Первоначально им руководила концертмейстер Krista Bennion Feeney, нынешний его руководитель — Надя Салерно-Зонненберг.

### XXI век
В XXI веке наблюдается рост недирижируемых оркестров, в это время были созданы:
- East Coast Chamber Orchestra[6], 2001 год, 17 музыкантов;
- Advent Chamber Orchestra[7], 2003 год, управляется концертмейстером, руководители Roxana Pavel и Elias Goldstein;
- A Far Cry[8], 2007 год, 18 музыкантов-струнников;
- Spira Mirabilis[9], 2007 год;
- Lyra Vivace Chamber Orchestra[10], 2010 год;
- Ars Nova Chamber Orchestra[11], 2010 год, 29 музыкантов;
- Arizona Chamber Orchestra, 2011 год, 15 музыкантов;
- 12 ensemble[12], 2012 год, 12 музыкантов.